# Walter Mazzolatti
Walter Daniel Mazzolatti Rivarola (San Juan, Argentina, 25 de abril de 1990) es un futbolista argentino. Actualmente juega como delantero en Los Andes.

## Trayectoria
Llegó a Gimnasia y Esgrima de La Plata a principios del 2004, con edad de Novena División. Recorrió las divisiones inferiores, luego integrando el plantel de reserva. Hizo su debut ante Aldosivi en la fecha 38 de la Primera B Nacional 2011/12.
En junio del 2013 decidió emprender nuevos caminos y buscó su lugar en el club Deportes Iquique donde debutó rápidamente en la Copa Chile durante un partido disputado frente a Deportes Antofagasta. En el mes de agosto de 2013 sufrió una doble fractura del maxilar inferior durante una jornada de entrenamiento, por lo que estuvo alejado de la actividad durante 3 meses aproximadamente. 
Marcó su primer gol con "Los Dragones" el 6 de febrero de 2014, en un encuentro de semifinales de la Copa Chile 2013-14 ante Unión San Felipe, el cual ganaron por 1-0.
Su segundo gol en Deportes Iquique ante Everton impuso un nuevo récord en el fútbol chileno. Fue el gol más rápido de un sustituto por Torneos Nacionales de Primera División con tan solo 12 segundos desde su ingreso al campo de juego. Superó el récord de Rodrigo Tapia de Colo Colo, que se demoró 15’’ en la victoria 2-0 sobre Cobreloa, el 07-05-2006 en el Monumental.
El 31 de julio del 2017 es oficializado como refuerzo del club chileno San Luis de Quillota.
El 1 de enero del 2019 es oficializado refuerzo de Central Sport Clube de la 2.ª division de Brasil. 
En junio de 2019 retorna a la Argentina arribando a Los Andes para disputar la temporada 2019-2020 de la Primera B Metropolitana.

## Clubes
| Club                           | País      | Año       |
| ------------------------------ | --------- | --------- |
| Gimnasia y Esgrima de La Plata | Argentina | 2011-2013 |
| Deportes Iquique               | Chile     | 2013-2016 |
| Atlético Paraná                | Argentina | 2016-2017 |
| San Luis                       | Chile     | 2017-2018 |
| Central                        | Brasil    | 2019 -    |
| Los Andes                      | Argentina | 2019 -    |

## Palmarés

### Campeonatos nacionales
| Título     | Club             | País  | Año     |
| ---------- | ---------------- | ----- | ------- |
| Copa Chile | Deportes Iquique | Chile | 2013-14 |